# Брат-Чирпоев
Брат-Чирпоев (ранее — южный Тчирпой, Янги-Тчирпой) — один из островов Чёрные Братья средней группы Большой гряды Курильских островов. Административно входит в Курильский городской округ Сахалинской области. Необитаем. Одно из пяти мест Большой Курильской гряды, где размножается сивуч (наряду с о-вами Райкоке, Анциферова, субархипелагами Среднего и Ловушки).

## Название
В основе названия острова лежит айнское слово «чирипои», которое переводится как «мелкие птицы». То же самое слово лежит в основе айнских имён полуострова Чирип, а также обоих вулканов Двугорбого хребта на Итурупе — северного Чирипа и южного Чирипа (современное название — Богдан Хмельницкий).
В составном айнском названии Брат-Чирпоева Янги-Чирпой компонент янги означает «возвышаться». Этим названием остров обособляется от соседнего острова Чирпоя, у которого составное айнское наименование Требунго-Чирпой происходит от айнского репун — «открытое море». Та же дихотомия, отражающая айнский взгляд на более высокий остров как осевой, а более низкий как «мористый», окраину, наблюдается в айнских названиях островов Ушишир (Рыпонкича и Янкича).
Та же смысловая пара («гористый остров» — «мористый остров») прослеживается в айнских названиях соседствующих друг с другом островов Ребун и Рисири у северо-западного побережья Хоккайдо.

## География
Находится на юго-западе субархипелага Чёрные Братья. Отделен проливом Сноу (Быстрый) от расположенного в 2,7 км к северо-востоку более крупного острова Чирпой, проливом Уруп — от острова Уруп, расположенного в 30 км юго-западнее. Остров представляет собой цепь вулканических конусов со следами недавней активности. Сложен базальтами. Наивысшая точка — гора Брат-Чирпоев (749 м). В 100 м к северо-востоку в проливе Сноу расположен небольшой остров-спутник Морская Выдра — скалистый утёс диаметром 0,5 км и высотой до 150 м — экструзивный купол. В 20 км северо-западнее находится ближайший к островам Чёрные Братья остров Броутона.

## История

### В Российской Империи
По сведениям Крашенинникова, к середине 18 столетия острова Чёрные Братья посещались японцами.
Отдельное описание Брат-Чирпоева (объединяемого с Чирпоем под общим названием Чирпоой) всё же имеется у Г.И. Шелихова в его «Путешествии г. Шелехова с 1783 по 1790 год из Охотска по Восточному Океану к Американским берегам...»:

Чирпоой, седьмыйнадесять остров, в длину и ширину простирается на 25 верст, и разделяется проливом в 4 версты; в проливе на Кекурах плодятся Ары и топорки.
От сего острова отделившийся островок в длину имеет около 10 верст; на нем есть горелая сопка, вытянувшаяся гребнем гладкая; при подножии сопки горы и утесы каменные. По причине каменистого берега и всегдашнего волнения около всего острова нет ни единой байдарной пристани. К проливу осмнадцатого острова стоит на самой лопатке камень и залив не большой, в котором в летнее время Сивучей бывает довольно. Ни лесу, ни озер, ни рек, кроме малых источин, нет; коренья ростут те же, и в таком же количестве, как на прочих островах. От сего острова до следующего пролив с 25 верст.

В 1811 году жители 13-го Курильского острова Расшуа сообщили российскому мореплавателю Василию Головнину следующие сведения об острове Брат-Чирпоев («южный Тчирпой»): 
По их мыслям, остров Симусир, или 16-й, есть последний из принадлежащих России; Уруп и все острова от него к S принадлежат Японии, а Тчирпой и Бротонов остров ни тем, ни другим не принадлежат, но остаются нейтральными. Остров Северный Тчирпой они называют Требунго-Тчирпой, то есть Тчирпой на Курильской стороне; южный Тчирпой именуют Янги-Тчирпой, или Тчирпой на Мохнатой стороне. Бротонов же остров у них называется Макинтур, что означает на курильском языке «северный». Они себя, то есть жителей Курильских островов, принадлежащих России, называют курильцами, полагая, что имя это принадлежит собственно им одним, а прочих курильцев зовут просто мохнатыми.
Во времена гидрографического описания Курильских островов В. М. Головниным и П. И. Рикордом острова Чёрные Братья и остров Броутона в восприятии местных жителей учитывались как единый условный остров Семнадцатый:
Острова Требунго-Тчирпой и Янги-Тчирпой разделены весьма узким проливом и находящийся недалеко от них к NW почти голый, небольшой остров Макинтор, или Бротонова остров, они разумеют под общим названием семнадцатого острова…
Симодский трактат 1855 года признал права Российской империи на остров, однако в 1875 году он, как и все находившиеся под российской властью Курилы, был передан Японии в обмен на признание российских прав на Сахалин.

### В составе Японии
В 1875—1945 гг принадлежал Японии.
Согласно административно-территориальному делению Японии остров стал относиться к уезду (гуну) Уруппу (т.е. Уруп в японском произношении), который охватывал не только сам Уруп, но и все острова на север до Броутона. Уезд в свою очередь входил с 1876 по 1882 год в состав провинции Тисима под управлением Комиссии по колонизации Хоккайдо; с 1882 до 1886 года — в состав префектуры Нэмуро, после — префектуры Хоккайдо.

### В составе СССР/РСФСР-России
В 1945 году по итогам Второй мировой войны перешел под юрисдикцию СССР.
2 февраля 1946 года включён в состав Южно-Сахалинской области.
2 января 1947 года включён в состав Сахалинской области РСФСР.
С 1991 года в составе России, как страны-правопреемницы СССР.

### Особая позиция Японии по территориальной принадлежности острова
Используя в территориальном споре с Россией фактор Сан-Францисского мирного договора 1951 года, который не был подписан СССР, японское правительство, тем не менее, опирается на те варианты толкований договоренностей между союзниками — СССР, США, Великобританией и Китаем — которые подкрепляют японскую позицию. В частности, поскольку в Сан-Францисском договоре не оговаривается, в пользу какого государства Япония отказывается от своих прав на Курилы, принадлежность острова, по мнению японского правительства, до сих пор не определена, а за Россией признаётся лишь «фактический контроль».

## Флора и фауна
Лежбища сивучей. Островной тюлень на Брат-Чирпоеве сосредоточен на камнях в северной части острова.
Флора острова детально изучалась российской научно-исследовательской экспедиции с 25 мая по 22 июля 2010 года. К самым распространенным прибрежным растениям острова относятся следующие виды: Dactylis glomerata L., Matricaria tetragonosperma (F. Schm.) Hara et Kitam, Melica nutans L., Oxytropis todomoschiriensis Miyabe et Miyake, Papaver mijabeanum Tatew., Plantago camtschatica Link., Primula fauriei Franch., Potentila uniflora Ledeb., Rosa rugosa Thunb., Rumex aquaticus L., Taraxacum chamissonis Greene, Saxifraga bracteata D. Don, Sedum sachalinense (Boriss.) Worosch. и др.